# Дреново (община Корча)
Вижте пояснителната страница за други значения на Дреново.
Дрено̀во (изписване до 1945 година: Дрѣново; на албански: Drenovë или Drenova; на гръцки: Ντρένοβα) е село в Албания в община Корча, област Корча. В миналото Дреново, заедно със съседното село Бобощица, има преобладаващо българско население, днес почти напълно асимилирано вследствие на силните процеси на влахизация, албанизация и елинизация. Към 2005 година само една жена в Дреново говори като майчин език български.

## География
Селото е разположено на четири километра южно от град Корча, в подножието на планината Морава, в долината на река Дунавица.

## История
Селото се споменава в османски дефтер от 1530 година под името Дренова, спахийски зиамет и тимар, с 1 хане мюсюлмани, 194 ханета гяури, 29 ергени гяури и 4 вдовици гяурки.
В края на XIX век Дреново и Бобощица образуват последния изолиран остров на българския език в Корчанско. В 1877 година в селото, както и в съседното Бобощица, е отворено гръцко училище и започва усилена гръцка пропаганда.
По Санстефанския мирен договор от 1878 година Дреново с цяло Корчанско влиза в границите на България, но Берлинският договор връща областта на Османската империя. Александър Синве („Les Grecs de l’Empire Ottoman. Etude Statistique et Ethnographique“), който използва гърцки данни, в 1878 година пише, че в Дреновон (Drénovon), Корчанска епархия, живеят 660 гърци.
На Етнографската карта на Битолския вилает на Картографския институт в София от 1901 година Дреново е чисто българско село в Корчанската каза на Корчанския санджак със 120 къщи.
В 1903 година немският учен Хайнрих Гелцер посещава Бобощица и Дреново и пише за тях, че са български острови сред албанците населяващи района на Корица (Корча), останки от старо славянско население, което след нахлуването на албанците през XIV и XV век е оцеляло в подножието на планините.
В Екзархийската статистика за 1908/1909 година Атанас Шопов поставя Дреново в списъка на „българо-патриаршеските села“ в Корчанска каза. По данни на Българската екзархия в началото на XX век в Дреново има 140 български къщи с 678 жители. Според Георги Трайчев през 1911/1912 година в Дреново има 140 български къщи с 678 жители.
Албанологът Густав Вайганд пише:
| „ | Българските села южно от Корча (Корица), Дреново и Бобошица образуват езиков остров, който не е във връзка с останалата българска езикова област. Това са последните останки от българската езикова област, разпростирала се някога на запад до Адриатическо море, за която напомнят много български имена на местности в района на Томорица и Опара между Берат (наричан някога Белград) и Корча. | “ |

Боривое Милоевич пише в 1921 година („Южна Македония“), че Дреново има 130 къщи славяни християни.
В доклад от 1 май 1929 година Сребрен Поппетров, главен инспектор-организатор на църковно-училищното дело на българите в Албания, пише, че в Бобощица и Дреново живеят 2800 българи. Според Поппетров Дреново има 150 къщи с около 900 души. До към 1915 година двете корчански български села Бобощица и Дреново се сродяват само помежду си и със селяни от нестрамското Слимница, като обичаите и говорът на слимничани е като тези в Бобощица и Дреново.
През 2005 година трима български езиковеди от Софийския университет посещават Бобощица и Дреново, като в първото откриват шестима носители на местния български говор, а във второто само една жена.
До 2015 година селото е център на община Дреново.

## Личности
Родени в Дреново
- Александър Ставре Дренова (Асдрени) (1872 - 1947), албански поет, автор на албанския национален химн